# Cari fottutissimi amici
Cari fottutissimi amici és una pel·lícula italiana del 1994 dirigida per Mario Monicelli.
La pel·lícula està ambientada a la Toscana l'agost de 1944, just a l'alliberament pels Aliats.
Presentat al 44è Festival Internacional de Cinema de Berlín, li va valer a Monicelli la Menció d'Honor per la seva direcció.

## Argument
Florència, agost de 1944. El teatre d'operacions bèl·liques s'ha traslladat més al nord i, enmig de la devastació, un exboxejador genovès d'edat avançada aplega un grup de joves amb l'objectiu de fundar una companyia d'espectacle de boxa itinerant, perè poder reunir diners i alguns subministraments actuant a les fires del poble.
Sortint de Florència amb una vella camioneta fins a Gassogeno, en diversos moments del viatge, també s'uneix a l'estrafolària companyia un conductor de tanc negreamericà que va escapar d'un camp de presoners i amb aspiracions de desertor, una antiga auxiliar, l'exnòvia d'un partisà comunista i fins i tot un gos. Entre festes patronals i d'alliberament, reunions improvisades, nits a la intempèrie, camperols armats i casaments partisans, el grup intentarà finalment tornar a Florència.

## Repartiment
- Paolo Villaggio: Ginepro Parodi dit "Dieci"
- Paolo Hendel: ragionier Fortini
- Massimo Ceccherini: Gino Martini
- Beatrice Macola: Rosa dita "Testa di rapa"
- Novello Novelli: zingaro
- Antonella Ponziani: Wilma
- Eva Grimaldi: Topona
- Elijah Raynard Childs: Washington Kelly
- Vittorio Benedetti: Callicchero
- Stefano Davanzati: Drago
- Giuseppe Oppedisano: Taddei
- Sergio Pierattini: poeta
- Marco Graziani: Fortunato Calamai
- Alessandro Paci: carabiniere
- Sun Shonik: Border Collie dit "Sughero"